# Shoals
Shoals é uma cidade  localizada no estado americano de Indiana, no Condado de Martin.

## Demografia
Segundo o censo americano de 2000, a sua população era de 807 habitantes.
Em 2006, foi estimada uma população de 813, um aumento de 6 (0.7%).

## Geografia
De acordo com o United States Census Bureau tem uma área de
4,9 km², dos quais 4,7 km² cobertos por terra e 0,2 km² cobertos por água. Shoals localiza-se a aproximadamente 208 m acima do nível do mar.

## Localidades na vizinhança
O diagrama seguinte representa as localidades num raio de 20 km ao redor de Shoals.